# Mobile Lovers
Mobile Lovers é uma obra de arte criada por Banksy em abril de 2014. A mesma localizava-se perto de um centro juvenil, na Rua Clement Street, em Bristol.

## Descrição
Mobile Lovers foi pintado sob uma porta perto do Broad Plains Boys, um clube filantrópico da cidade de Bristol, Reino Unido, que funciona a mais de um século e tem como foco os jovens. A obra de Banksy retrata um casal se abraçando; eles utilizam roupas formais e possuem um tamanho real.
A mulher está a direita e sua mão esquerda se posiciona no ombro direito do homem, já ele segura a cintura da companheira pela mão direita. Ambos utilizam sua outra mão para segurar um celular, que está atrás da cabeça um do outro. A luz dos aparelhos reflete sobre seus rostos.

## História
O mural foi criado em 14 de abril de 2014 e removido dois dias após pelo centro juvenil. O mesmo afirmou que a obra foi guardada "para evitar o vandalismo", porém a prefeitura decidiu levá-la a um museu, argumentando que ela pertenceria ao poder público.
Em 8 de maio, Banksy enviou um comunicado a prefeitura, concedendo o trabalho para o diretor do centro, Dennis Stinchcombe. Na época, eram necessários 146 mil euros para mantê-lo aberto. O artista disse "estar contente por ajudar de alguma maneira".
Em junho de 2014, a pintura foi avaliada em £ 400 mil. Stinchcombe chegou a receber uma oferta de £ 1 milhão e afirmou que a venda vai "garantir o nosso futuro". Dalkin Kyleigh, do jornal Medium, considerou o trabalho "muito realista" e afirmou que "na sociedade de hoje, as pessoas são consumidas pela tecnologia".